# Аберер (Болцано)
Аберер (итал. Haberer) је насеље у Италији у округу Болцано, региону Трентино-Јужни Тирол.
Према процени из 2011. у насељу је живело 26 становника. Насеље се налази на надморској висини од 1474 м.